# Inger Støjberg
Inger Beinov Støjberg (ur. 16 marca 1973 w m. Hjerk) – duńska polityk, minister w różnych resortach i deputowana.

## Życiorys
Kształciła się do 1999 w InformationsAkademiet, pracowała jako edytor w lokalnej gazecie w Viborgu. W 2001 została niezależnym dziennikarzem w ramach własnej firmy (Støjberg Kommunikation). Od 1994 do 2002 była radną wojewódzką w Viborg Amt, pełniła funkcję wiceprzewodniczącej komitetu edukacji i kultury. Obejmowała kierownicze stanowiska w organizacjach społecznych i administracji szkolnej.
W 2001 z listy liberalnej partii Venstre uzyskała mandat posłanki do duńskiego parlamentu (Folketingetu). W 2005, 2007, 2011, 2015 i 2019 z powodzeniem ubiegała się o reelekcję. W kwietniu 2009 została ministrem ds. zatrudnienia i równouprawnienia w rządzie Larsa Løkke Rasmussena. Po dokonaniu rekonstrukcji gabinetu w lutym 2010 odebrano jej drugi z tych resortów. Urzędowanie zakończyła w październiku 2011.
Gdy w czerwcu 2015 Lars Løkke Rasmussen ponownie został premierem, powierzył Inger Støjberg stanowisko ministra ds. imigracji, integracji i mieszkalnictwa. W listopadzie 2016 w jego trzecim gabinecie pozostała ministrem imigracji i integracji, pełniła tę funkcję do czerwca 2019.
Była wiceprzewodniczącą Venstre; ustąpiła z tej funkcji w grudniu 2020 na skutek konfliktu z liderem partii. W 2021 zrezygnowała z członkostwa w partii.
W grudniu 2021 Najwyższy Trybunał Królestwa skazał ją na karę 60 dni pozbawienia wolności. Uznał ją winną tego, że w czasie pełnienia funkcji ministra ds. imigracji wydała zezwolenie na rozdzielanie od siebie starających się o azyl osób, nawet gdy te były ze sobą związane. Polityk odpierała zarzuty, wskazując, że miała na celu jedynie ochronę kobiet; trybunał uznał jednak, że w ponad 20 przypadkach do rozdzielenia miało dojść wbrew woli kobiet.
W 2022 założyła nowe ugrupowanie pod nazwą Danmarksdemokraterne. W wyborach w tym samym roku jej ugrupowanie uzyskało kilkanaście mandatów w parlamencie, z których jeden przypadł Inger Støjberg.

## Odznaczenia
W 2011 została odznaczona krzyżem komandorskim Orderu Danebroga.